# 厲公 (晋)
厲公（れいこう、? - 紀元前573年）は、中国春秋時代の晋の君主（在位紀元前581年 - 紀元前573年）。姓は姫、諱は寿曼、または州蒲。景公の子。
あまり有力でない胥氏を重用するという一種の側近政治をおこなって、有力大夫たちの力を抑えようとした。鄢陵の戦いで共王率いる楚軍を破ると勝ちに奢って驕奢淫逸にふけり、郤錡・郤犨・郤至を誅殺したが、正卿欒書や荀偃（中行偃）らの画策によって放たれた刺客、程滑の手で殺された。